# Amphictis
Genre
Amphictis est un  genre fossile de mammifères de la famille des Ailuridés et de la sous-famille éteinte des Amphictinae.
Ses fossiles sont connus dans l'Oligocène et le Miocène en France et en Allemagne.

## Liste d'espèces
Selon Paleobiology Database (6 mai 2019) :
- Amphictis aginensis
- Amphictis antiqua
- Amphictis borbonica
- Amphictis prolongata
- Amphictis schlosseri
- Amphictis timucua
- Amphictis wintershofensis